# Elecciones municipales de 2015 en la provincia de Sevilla
Las elecciones municipales de 2015 en la provincia de Sevilla se celebraron el 24 de mayo de 2015, al mismo tiempo que en el resto de España. 

## Resultados electorales

### Resultados globales
| Elecciones municipales de la provincia de Sevilla en 2015 |         |           |            |            |
| Partido                                                   | Votos   | Variación | Porcentaje | Concejales |
| Participación                                             | 920.736 | 5,08%     | 61,21%     |            |
| Voto en blanco                                            | 12.861  | 0,98%     | 1,42%      | -          |
| Votos nulos                                               | 13.187  | 0,34%     | 1,42%      | -          |
| Partidos:                                                 | -       | -         | -          | -          |
| PSOE                                                      | 336.561 | 0,64%     | 37,08%     | 682        |
| PP                                                        | 217.018 | 10,64%    | 23,91%     | 283        |
| IULV-CA                                                   | 117.324 | 0,49%     | 12,93%     | 257        |
| PA                                                        | 48.489  | 1,84%     | 5,34%      | 95         |
| Cs                                                        | 48.208  | 5,31%     | 5,31%      | 31         |
| Participa Sevilla                                         | 29.947  | 3,30%     | 3,30%      | 4          |

### Resultados en los principales municipios
En la siguiente tabla se muestran los resultados electorales en los municipios más habitados de la provincia de Sevilla.
| Municipio | Municipio                                                                  | Alcalde y gobierno municipal saliente                                               | Partido            | Partido | Votos   | %     | Concejales | +/- | Alcalde y gobierno municipal electo                                                 |
| --------- | -------------------------------------------------------------------------- | ----------------------------------------------------------------------------------- | ------------------ | ------- | ------- | ----- | ---------- | --- | ----------------------------------------------------------------------------------- |
|           | Sevilla 693.878 hab. 31 concejales (2 menos que en las elecciones de 2011) | - Alcalde: Juan Ignacio Zoido (PP) - Gobierno municipal: PP                         |                    | PP      | 106.258 | 33,08 | 8          | 8   | - Alcalde: Juan Espadas (PSOE) - Gobierno municipal: PSOE                           |
|           | Sevilla 693.878 hab. 31 concejales (2 menos que en las elecciones de 2011) | - Alcalde: Juan Ignacio Zoido (PP) - Gobierno municipal: PP                         | PSOE               | 103.238 | 32,14   | 13    | 0          |     | - Alcalde: Juan Espadas (PSOE) - Gobierno municipal: PSOE                           |
|           | Sevilla 693.878 hab. 31 concejales (2 menos que en las elecciones de 2011) | - Alcalde: Juan Ignacio Zoido (PP) - Gobierno municipal: PP                         | C's                | 29.861  | 9,30    | 4     | 3          |     | - Alcalde: Juan Espadas (PSOE) - Gobierno municipal: PSOE                           |
|           | Sevilla 693.878 hab. 31 concejales (2 menos que en las elecciones de 2011) | - Alcalde: Juan Ignacio Zoido (PP) - Gobierno municipal: PP                         | Participa Sevilla  | 28.933  | 9,01    | 4     | 3          |     | - Alcalde: Juan Espadas (PSOE) - Gobierno municipal: PSOE                           |
|           | Sevilla 693.878 hab. 31 concejales (2 menos que en las elecciones de 2011) | - Alcalde: Juan Ignacio Zoido (PP) - Gobierno municipal: PP                         | IULV-CA            | 19.177  | 5,97    | 0     | 0          |     | - Alcalde: Juan Espadas (PSOE) - Gobierno municipal: PSOE                           |
|           | Dos Hermanas 131.317 hab. 27 concejales                                    | - Alcalde: Francisco Toscano (PSOE) - Gobierno municipal: PSOE                      |                    | PSOE    | 24.438  | 48,52 | 15         | 0   | - Alcalde: Francisco Toscano (PSOE) - Gobierno municipal: PSOE                      |
|           | Dos Hermanas 131.317 hab. 27 concejales                                    | - Alcalde: Francisco Toscano (PSOE) - Gobierno municipal: PSOE                      | SSPa               | 8.095   | 16,07   | 4     | 4          |     | - Alcalde: Francisco Toscano (PSOE) - Gobierno municipal: PSOE                      |
|           | Dos Hermanas 131.317 hab. 27 concejales                                    | - Alcalde: Francisco Toscano (PSOE) - Gobierno municipal: PSOE                      | PP                 | 6.807   | 13,52   | 4     | 5          |     | - Alcalde: Francisco Toscano (PSOE) - Gobierno municipal: PSOE                      |
|           | Dos Hermanas 131.317 hab. 27 concejales                                    | - Alcalde: Francisco Toscano (PSOE) - Gobierno municipal: PSOE                      | C's                | 4.733   | 9,40    | 2     | 2          |     | - Alcalde: Francisco Toscano (PSOE) - Gobierno municipal: PSOE                      |
|           | Dos Hermanas 131.317 hab. 27 concejales                                    | - Alcalde: Francisco Toscano (PSOE) - Gobierno municipal: PSOE                      | IULV-CA            | 3.285   | 6,52    | 2     | 1          |     | - Alcalde: Francisco Toscano (PSOE) - Gobierno municipal: PSOE                      |
|           | Alcalá de Guadaíra 74.845 hab. 25 concejales                               | - Alcalde: Antonio Gutiérrez Limones (PSOE) - Gobierno municipal: PSOE              |                    | PSOE    | 9.884   | 31,69 | 9          | 4   | - Alcalde: Antonio Gutiérrez Limones (PSOE) - Gobierno municipal: PSOE              |
|           | Alcalá de Guadaíra 74.845 hab. 25 concejales                               | - Alcalde: Antonio Gutiérrez Limones (PSOE) - Gobierno municipal: PSOE              | PP                 | 5.719   | 18,34   | 5     | 4          |     | - Alcalde: Antonio Gutiérrez Limones (PSOE) - Gobierno municipal: PSOE              |
|           | Alcalá de Guadaíra 74.845 hab. 25 concejales                               | - Alcalde: Antonio Gutiérrez Limones (PSOE) - Gobierno municipal: PSOE              | Alcalá Puede       | 4.613   | 14,79   | 4     | 4          |     | - Alcalde: Antonio Gutiérrez Limones (PSOE) - Gobierno municipal: PSOE              |
|           | Alcalá de Guadaíra 74.845 hab. 25 concejales                               | - Alcalde: Antonio Gutiérrez Limones (PSOE) - Gobierno municipal: PSOE              | IULV-CA            | 3.646   | 11,69   | 3     | 2          |     | - Alcalde: Antonio Gutiérrez Limones (PSOE) - Gobierno municipal: PSOE              |
|           | Alcalá de Guadaíra 74.845 hab. 25 concejales                               | - Alcalde: Antonio Gutiérrez Limones (PSOE) - Gobierno municipal: PSOE              | PA                 | 3.008   | 9,64    | 2     | 0          |     | - Alcalde: Antonio Gutiérrez Limones (PSOE) - Gobierno municipal: PSOE              |
|           | Alcalá de Guadaíra 74.845 hab. 25 concejales                               | - Alcalde: Antonio Gutiérrez Limones (PSOE) - Gobierno municipal: PSOE              | C's                | 2.230   | 7,15    | 2     | 2          |     | - Alcalde: Antonio Gutiérrez Limones (PSOE) - Gobierno municipal: PSOE              |
|           | Utrera 52.558 hab. 25 concejales                                           | - Alcalde: Francisco Jiménez Morales (PA) - Gobierno municipal: PA                  |                    | PSOE    | 10.095  | 43,58 | 12         | 2   | - Alcalde: José María Villalobos (PSOE) - Gobierno municipal: PSOE                  |
|           | Utrera 52.558 hab. 25 concejales                                           | - Alcalde: Francisco Jiménez Morales (PA) - Gobierno municipal: PA                  | PA                 | 7.368   | 31,81   | 9     | 0          |     | - Alcalde: José María Villalobos (PSOE) - Gobierno municipal: PSOE                  |
|           | Utrera 52.558 hab. 25 concejales                                           | - Alcalde: Francisco Jiménez Morales (PA) - Gobierno municipal: PA                  | IULV-CA            | 1.813   | 7,83    | 2     | 1          |     | - Alcalde: José María Villalobos (PSOE) - Gobierno municipal: PSOE                  |
|           | Utrera 52.558 hab. 25 concejales                                           | - Alcalde: Francisco Jiménez Morales (PA) - Gobierno municipal: PA                  | PP                 | 1.690   | 7,30    | 2     | 2          |     | - Alcalde: José María Villalobos (PSOE) - Gobierno municipal: PSOE                  |
|           | Mairena del Aljarafe 44.388 hab. 21 concejales                             | - Alcalde: Ricardo Tarno (PP) - Gobierno municipal: PP                              |                    | PSOE    | 6.346   | 32,29 | 7          | 1   | - Alcalde: Antonio Conde (PSOE) - Gobierno municipal: PSOE                          |
|           | Mairena del Aljarafe 44.388 hab. 21 concejales                             | - Alcalde: Ricardo Tarno (PP) - Gobierno municipal: PP                              | PP                 | 4.820   | 24,53   | 6     | 4          |     | - Alcalde: Antonio Conde (PSOE) - Gobierno municipal: PSOE                          |
|           | Mairena del Aljarafe 44.388 hab. 21 concejales                             | - Alcalde: Ricardo Tarno (PP) - Gobierno municipal: PP                              | SSPb               | 3.246   | 16,52   | 4     | 4          |     | - Alcalde: Antonio Conde (PSOE) - Gobierno municipal: PSOE                          |
|           | Mairena del Aljarafe 44.388 hab. 21 concejales                             | - Alcalde: Ricardo Tarno (PP) - Gobierno municipal: PP                              | C's                | 2.598   | 13,22   | 3     | 3          |     | - Alcalde: Antonio Conde (PSOE) - Gobierno municipal: PSOE                          |
|           | Mairena del Aljarafe 44.388 hab. 21 concejales                             | - Alcalde: Ricardo Tarno (PP) - Gobierno municipal: PP                              | IULV-CA            | 1.420   | 7,23    | 1     | 1          |     | - Alcalde: Antonio Conde (PSOE) - Gobierno municipal: PSOE                          |
|           | Écija 40.320 hab. 21 concejales                                            | - Alcalde: Ricardo Gil-Torresano (PP) - Gobierno municipal: PP                      |                    | PSOE    | 6.321   | 33,99 | 8          | 0   | - Alcalde: David García Ostos (PSOE) - Gobierno municipal: PSOE                     |
|           | Écija 40.320 hab. 21 concejales                                            | - Alcalde: Ricardo Gil-Torresano (PP) - Gobierno municipal: PP                      | PP                 | 5.304   | 28,52   | 7     | 2          |     | - Alcalde: David García Ostos (PSOE) - Gobierno municipal: PSOE                     |
|           | Écija 40.320 hab. 21 concejales                                            | - Alcalde: Ricardo Gil-Torresano (PP) - Gobierno municipal: PP                      | PA                 | 1.890   | 10,16   | 2     | 1          |     | - Alcalde: David García Ostos (PSOE) - Gobierno municipal: PSOE                     |
|           | Écija 40.320 hab. 21 concejales                                            | - Alcalde: Ricardo Gil-Torresano (PP) - Gobierno municipal: PP                      | Écija Puede        | 1.622   | 8,72    | 2     | 2          |     | - Alcalde: David García Ostos (PSOE) - Gobierno municipal: PSOE                     |
|           | Écija 40.320 hab. 21 concejales                                            | - Alcalde: Ricardo Gil-Torresano (PP) - Gobierno municipal: PP                      | IULV-CA            | 1.512   | 8,13    | 1     | 0          |     | - Alcalde: David García Ostos (PSOE) - Gobierno municipal: PSOE                     |
|           | Écija 40.320 hab. 21 concejales                                            | - Alcalde: Ricardo Gil-Torresano (PP) - Gobierno municipal: PP                      | Fuerza Ecijana     | 1.012   | 5,44    | 1     | 1          |     | - Alcalde: David García Ostos (PSOE) - Gobierno municipal: PSOE                     |
|           | La Rinconada 38.180 hab. 21 concejales                                     | - Alcalde: Francisco Javier Fernández de los Ríos (PSOE) - Gobierno municipal: PSOE |                    | PSOE    | 10.734  | 66,08 | 15         | 1   | - Alcalde: Francisco Javier Fernández de los Ríos (PSOE) - Gobierno municipal: PSOE |
|           | La Rinconada 38.180 hab. 21 concejales                                     | - Alcalde: Francisco Javier Fernández de los Ríos (PSOE) - Gobierno municipal: PSOE | SSPc               | 2.299   | 14,15   | 3     | 3          |     | - Alcalde: Francisco Javier Fernández de los Ríos (PSOE) - Gobierno municipal: PSOE |
|           | La Rinconada 38.180 hab. 21 concejales                                     | - Alcalde: Francisco Javier Fernández de los Ríos (PSOE) - Gobierno municipal: PSOE | IULV-CA            | 1.610   | 9,91    | 2     | 1          |     | - Alcalde: Francisco Javier Fernández de los Ríos (PSOE) - Gobierno municipal: PSOE |
|           | La Rinconada 38.180 hab. 21 concejales                                     | - Alcalde: Francisco Javier Fernández de los Ríos (PSOE) - Gobierno municipal: PSOE | PP                 | 1.340   | 8,25    | 1     | 3          |     | - Alcalde: Francisco Javier Fernández de los Ríos (PSOE) - Gobierno municipal: PSOE |
|           | Los Palacios y Villafranca 38.157 hab. 21 concejales                       | - Alcalde: Juan Manuel Valle (IULV-CA) - Gobierno municipal: IULV-CA                |                    | IULV-CA | 10.340  | 54,11 | 12         | 5   | - Alcalde: Juan Manuel Valle (IULV-CA) - Gobierno municipal: IULV-CA                |
|           | Los Palacios y Villafranca 38.157 hab. 21 concejales                       | - Alcalde: Juan Manuel Valle (IULV-CA) - Gobierno municipal: IULV-CA                | PP                 | 3.239   | 16,95   | 3     | 3          |     | - Alcalde: Juan Manuel Valle (IULV-CA) - Gobierno municipal: IULV-CA                |
|           | Los Palacios y Villafranca 38.157 hab. 21 concejales                       | - Alcalde: Juan Manuel Valle (IULV-CA) - Gobierno municipal: IULV-CA                | PSOE               | 2.697   | 14,11   | 3     | 3          |     | - Alcalde: Juan Manuel Valle (IULV-CA) - Gobierno municipal: IULV-CA                |
|           | Los Palacios y Villafranca 38.157 hab. 21 concejales                       | - Alcalde: Juan Manuel Valle (IULV-CA) - Gobierno municipal: IULV-CA                | PA                 | 2.608   | 13,65   | 3     | 1          |     | - Alcalde: Juan Manuel Valle (IULV-CA) - Gobierno municipal: IULV-CA                |
|           | Coria del Río 30.358 hab. 21 concejales                                    | - Alcalde: Modesto González Márquez (PA) - Gobierno municipal: PA                   |                    | PA      | 6.757   | 52,40 | 12         | 6   | - Alcalde: Modesto González Márquez (PA) - Gobierno municipal: PA                   |
|           | Coria del Río 30.358 hab. 21 concejales                                    | - Alcalde: Modesto González Márquez (PA) - Gobierno municipal: PA                   | PSOE               | 2.757   | 21,38   | 5     | 5          |     | - Alcalde: Modesto González Márquez (PA) - Gobierno municipal: PA                   |
|           | Coria del Río 30.358 hab. 21 concejales                                    | - Alcalde: Modesto González Márquez (PA) - Gobierno municipal: PA                   | Coria Puede        | 1.327   | 10,29   | 2     | 2          |     | - Alcalde: Modesto González Márquez (PA) - Gobierno municipal: PA                   |
|           | Coria del Río 30.358 hab. 21 concejales                                    | - Alcalde: Modesto González Márquez (PA) - Gobierno municipal: PA                   | PP                 | 1.045   | 8,10    | 1     | 2          |     | - Alcalde: Modesto González Márquez (PA) - Gobierno municipal: PA                   |
|           | Coria del Río 30.358 hab. 21 concejales                                    | - Alcalde: Modesto González Márquez (PA) - Gobierno municipal: PA                   | IULV-CA            | 808     | 6,27    | 1     | 0          |     | - Alcalde: Modesto González Márquez (PA) - Gobierno municipal: PA                   |
|           | Carmona 28.656 hab. 21 concejales                                          | - Alcalde: Juan Manuel Ávila (PP) - Gobierno municipal: PP                          |                    | PP      | 5.432   | 42,14 | 10         | 1   | - Alcalde: Juan Manuel Ávila (PP) - Gobierno municipal: PP                          |
|           | Carmona 28.656 hab. 21 concejales                                          | - Alcalde: Juan Manuel Ávila (PP) - Gobierno municipal: PP                          | PSOE               | 2.930   | 22,73   | 5     | 1          |     | - Alcalde: Juan Manuel Ávila (PP) - Gobierno municipal: PP                          |
|           | Carmona 28.656 hab. 21 concejales                                          | - Alcalde: Juan Manuel Ávila (PP) - Gobierno municipal: PP                          | IULV-CA            | 2.668   | 20,70   | 5     | 2          |     | - Alcalde: Juan Manuel Ávila (PP) - Gobierno municipal: PP                          |
|           | Carmona 28.656 hab. 21 concejales                                          | - Alcalde: Juan Manuel Ávila (PP) - Gobierno municipal: PP                          | Participa Carmona  | 645     | 5,00    | 1     | 1          |     | - Alcalde: Juan Manuel Ávila (PP) - Gobierno municipal: PP                          |
|           | Morón de la Frontera 28.223 hab. 21 concejales                             | - Alcalde: Juan Manuel Rodríguez Domínguez (PSOE) - Gobierno municipal: PSOE        |                    | PSOE    | 6.215   | 50,57 | 11         | 1   | - Alcalde: Juan Manuel Rodríguez Domínguez (PSOE) - Gobierno municipal: PSOE        |
|           | Morón de la Frontera 28.223 hab. 21 concejales                             | - Alcalde: Juan Manuel Rodríguez Domínguez (PSOE) - Gobierno municipal: PSOE        | AMAd               | 2.808   | 22,85   | 5     | 2          |     | - Alcalde: Juan Manuel Rodríguez Domínguez (PSOE) - Gobierno municipal: PSOE        |
|           | Morón de la Frontera 28.223 hab. 21 concejales                             | - Alcalde: Juan Manuel Rodríguez Domínguez (PSOE) - Gobierno municipal: PSOE        | PP                 | 1.644   | 13,38   | 3     | 3          |     | - Alcalde: Juan Manuel Rodríguez Domínguez (PSOE) - Gobierno municipal: PSOE        |
|           | Morón de la Frontera 28.223 hab. 21 concejales                             | - Alcalde: Juan Manuel Rodríguez Domínguez (PSOE) - Gobierno municipal: PSOE        | IULV-CA            | 1.390   | 11,31   | 2     | 0          |     | - Alcalde: Juan Manuel Rodríguez Domínguez (PSOE) - Gobierno municipal: PSOE        |
|           | Lebrija 27.449 hab. 21 concejales                                          | - Alcalde: María José Fernández Muñoz (PSOE) - Gobierno municipal: PSOE             |                    | PSOE    | 6.084   | 46,70 | 10         | 1   | - Alcalde: María José Fernández Muñoz (PSOE) - Gobierno municipal: PSOE             |
|           | Lebrija 27.449 hab. 21 concejales                                          | - Alcalde: María José Fernández Muñoz (PSOE) - Gobierno municipal: PSOE             | PP                 | 2.337   | 17,94   | 4     | 2          |     | - Alcalde: María José Fernández Muñoz (PSOE) - Gobierno municipal: PSOE             |
|           | Lebrija 27.449 hab. 21 concejales                                          | - Alcalde: María José Fernández Muñoz (PSOE) - Gobierno municipal: PSOE             | PA                 | 1.682   | 12,91   | 3     | 1          |     | - Alcalde: María José Fernández Muñoz (PSOE) - Gobierno municipal: PSOE             |
|           | Lebrija 27.449 hab. 21 concejales                                          | - Alcalde: María José Fernández Muñoz (PSOE) - Gobierno municipal: PSOE             | IULV-CA            | 1.582   | 12,17   | 2     | 0          |     | - Alcalde: María José Fernández Muñoz (PSOE) - Gobierno municipal: PSOE             |
|           | Lebrija 27.449 hab. 21 concejales                                          | - Alcalde: María José Fernández Muñoz (PSOE) - Gobierno municipal: PSOE             | Ganemos Lebrija    | 1.164   | 8,94    | 2     | 2          |     | - Alcalde: María José Fernández Muñoz (PSOE) - Gobierno municipal: PSOE             |
|           | Camas 26.861 hab. 21 concejales                                            | - Alcalde: Rafael Recio (PSOE) - Gobierno municipal: PSOE                           |                    | PSOE    | 5.355   | 51,96 | 12         | 1   | - Alcalde: Rafael Recio (PSOE) - Gobierno municipal: PSOE                           |
|           | Camas 26.861 hab. 21 concejales                                            | - Alcalde: Rafael Recio (PSOE) - Gobierno municipal: PSOE                           | PP                 | 1.438   | 13,95   | 3     | 1          |     | - Alcalde: Rafael Recio (PSOE) - Gobierno municipal: PSOE                           |
|           | Camas 26.861 hab. 21 concejales                                            | - Alcalde: Rafael Recio (PSOE) - Gobierno municipal: PSOE                           | IULV-CA            | 1.427   | 13,85   | 3     | 1          |     | - Alcalde: Rafael Recio (PSOE) - Gobierno municipal: PSOE                           |
|           | Camas 26.861 hab. 21 concejales                                            | - Alcalde: Rafael Recio (PSOE) - Gobierno municipal: PSOE                           | C's                | 838     | 8,13    | 2     | 2          |     | - Alcalde: Rafael Recio (PSOE) - Gobierno municipal: PSOE                           |
|           | Camas 26.861 hab. 21 concejales                                            | - Alcalde: Rafael Recio (PSOE) - Gobierno municipal: PSOE                           | PA                 | 551     | 5,35    | 1     | 1          |     | - Alcalde: Rafael Recio (PSOE) - Gobierno municipal: PSOE                           |
|           | Tomares 24.743 hab. 21 concejales                                          | - Alcalde: José Luis Sanz (PP) - Gobierno municipal: PP                             |                    | PP      | 5.307   | 46,17 | 11         | 3   | - Alcalde: José Luis Sanz (PP) - Gobierno municipal: PP                             |
|           | Tomares 24.743 hab. 21 concejales                                          | - Alcalde: José Luis Sanz (PP) - Gobierno municipal: PP                             | PSOE               | 2.317   | 20,16   | 5     | 0          |     | - Alcalde: José Luis Sanz (PP) - Gobierno municipal: PP                             |
|           | Tomares 24.743 hab. 21 concejales                                          | - Alcalde: José Luis Sanz (PP) - Gobierno municipal: PP                             | SSPe               | 1.358   | 11,81   | 3     | 3          |     | - Alcalde: José Luis Sanz (PP) - Gobierno municipal: PP                             |
|           | Tomares 24.743 hab. 21 concejales                                          | - Alcalde: José Luis Sanz (PP) - Gobierno municipal: PP                             | PA                 | 855     | 7,44    | 1     | 0          |     | - Alcalde: José Luis Sanz (PP) - Gobierno municipal: PP                             |
|           | Tomares 24.743 hab. 21 concejales                                          | - Alcalde: José Luis Sanz (PP) - Gobierno municipal: PP                             | C's                | 678     | 5,90    | 1     | 1          |     | - Alcalde: José Luis Sanz (PP) - Gobierno municipal: PP                             |
|           | Mairena del Alcor 22.749 hab. 21 concejales                                | - Alcalde: Ricardo Sánchez Antúnez (PP) - Gobierno municipal: PP                    |                    | PP      | 4.575   | 42,79 | 9          | 1   | - Alcalde: Ricardo Sánchez Antúnez (PP) - Gobierno municipal: PP                    |
|           | Mairena del Alcor 22.749 hab. 21 concejales                                | - Alcalde: Ricardo Sánchez Antúnez (PP) - Gobierno municipal: PP                    | PSOE               | 4.178   | 39,08   | 9     | 1          |     | - Alcalde: Ricardo Sánchez Antúnez (PP) - Gobierno municipal: PP                    |
|           | Mairena del Alcor 22.749 hab. 21 concejales                                | - Alcalde: Ricardo Sánchez Antúnez (PP) - Gobierno municipal: PP                    | IULV-CA            | 1.082   | 10,12   | 2     | 1          |     | - Alcalde: Ricardo Sánchez Antúnez (PP) - Gobierno municipal: PP                    |
|           | Mairena del Alcor 22.749 hab. 21 concejales                                | - Alcalde: Ricardo Sánchez Antúnez (PP) - Gobierno municipal: PP                    | PA                 | 612     | 5,72    | 1     | 1          |     | - Alcalde: Ricardo Sánchez Antúnez (PP) - Gobierno municipal: PP                    |
|           | San Juan de Aznalfarache 21.390 hab. 21 concejales                         | - Alcalde: Fernando Zamora (PSOE) - Gobierno municipal: PSOE                        |                    | PSOE    | 4.064   | 49,62 | 12         | 0   | - Alcalde: Fernando Zamora (PSOE) - Gobierno municipal: PSOE                        |
|           | San Juan de Aznalfarache 21.390 hab. 21 concejales                         | - Alcalde: Fernando Zamora (PSOE) - Gobierno municipal: PSOE                        | PP                 | 1.451   | 17,71   | 4     | 3          |     | - Alcalde: Fernando Zamora (PSOE) - Gobierno municipal: PSOE                        |
|           | San Juan de Aznalfarache 21.390 hab. 21 concejales                         | - Alcalde: Fernando Zamora (PSOE) - Gobierno municipal: PSOE                        | San Juan Puede     | 1.071   | 13,08   | 3     | 3          |     | - Alcalde: Fernando Zamora (PSOE) - Gobierno municipal: PSOE                        |
|           | San Juan de Aznalfarache 21.390 hab. 21 concejales                         | - Alcalde: Fernando Zamora (PSOE) - Gobierno municipal: PSOE                        | IULV-CA            | 882     | 10,77   | 2     | 0          |     | - Alcalde: Fernando Zamora (PSOE) - Gobierno municipal: PSOE                        |
|           | Bormujos 21.362 hab. 21 concejales (4 más que en las elecciones de 2011)   | - Alcalde: Ana Hermoso (PP) - Gobierno municipal: PP                                |                    | PSOE    | 3.154   | 37,88 | 8          | 2   | - Alcalde: Francisco Molina (PSOE) - Gobierno municipal: PSOE                       |
|           | Bormujos 21.362 hab. 21 concejales (4 más que en las elecciones de 2011)   | - Alcalde: Ana Hermoso (PP) - Gobierno municipal: PP                                | PP                 | 2.308   | 27,72   | 6     | 2          |     | - Alcalde: Francisco Molina (PSOE) - Gobierno municipal: PSOE                       |
|           | Bormujos 21.362 hab. 21 concejales (4 más que en las elecciones de 2011)   | - Alcalde: Ana Hermoso (PP) - Gobierno municipal: PP                                | C's                | 1.570   | 18,85   | 4     | 4          |     | - Alcalde: Francisco Molina (PSOE) - Gobierno municipal: PSOE                       |
|           | Bormujos 21.362 hab. 21 concejales (4 más que en las elecciones de 2011)   | - Alcalde: Ana Hermoso (PP) - Gobierno municipal: PP                                | Participa Bormujos | 1.075   | 12,91   | 3     | 3          |     | - Alcalde: Francisco Molina (PSOE) - Gobierno municipal: PSOE                       |
|           | Marchena 19.878 hab. 17 concejales                                         | - Alcalde: Juan Antonio Zambrano (PSOE) - Gobierno municipal: PSOE                  |                    | PSOE    | 3.704   | 44,38 | 8          | 0   | - Alcalde: Mar Romero (PSOE) - Gobierno municipal: PSOE                             |
|           | Marchena 19.878 hab. 17 concejales                                         | - Alcalde: Juan Antonio Zambrano (PSOE) - Gobierno municipal: PSOE                  | PP                 | 1.782   | 21,35   | 4     | 0          |     | - Alcalde: Mar Romero (PSOE) - Gobierno municipal: PSOE                             |
|           | Marchena 19.878 hab. 17 concejales                                         | - Alcalde: Juan Antonio Zambrano (PSOE) - Gobierno municipal: PSOE                  | PA                 | 1.371   | 16,43   | 3     | 1          |     | - Alcalde: Mar Romero (PSOE) - Gobierno municipal: PSOE                             |
|           | Marchena 19.878 hab. 17 concejales                                         | - Alcalde: Juan Antonio Zambrano (PSOE) - Gobierno municipal: PSOE                  | Ganemos Marchena   | 835     | 10,00   | 1     | 1          |     | - Alcalde: Mar Romero (PSOE) - Gobierno municipal: PSOE                             |
|           | Marchena 19.878 hab. 17 concejales                                         | - Alcalde: Juan Antonio Zambrano (PSOE) - Gobierno municipal: PSOE                  | IULV-CA            | 527     | 6,31    | 1     | 0          |     | - Alcalde: Mar Romero (PSOE) - Gobierno municipal: PSOE                             |
|           | Arahal 19.550 hab. 17 concejales                                           | - Alcalde: Miguel Ángel Márquez (IULV-CA) - Gobierno municipal: IULV-CA             |                    | IULV-CA | 6.103   | 63,09 | 12         | 6   | - Alcalde: Miguel Ángel Márquez (IULV-CA) - Gobierno municipal: IULV-CA             |
|           | Arahal 19.550 hab. 17 concejales                                           | - Alcalde: Miguel Ángel Márquez (IULV-CA) - Gobierno municipal: IULV-CA             | PSOE               | 2.231   | 23,06   | 4     | 1          |     | - Alcalde: Miguel Ángel Márquez (IULV-CA) - Gobierno municipal: IULV-CA             |
|           | Arahal 19.550 hab. 17 concejales                                           | - Alcalde: Miguel Ángel Márquez (IULV-CA) - Gobierno municipal: IULV-CA             | PSIdAf             | 503     | 5,20    | 1     | 2          |     | - Alcalde: Miguel Ángel Márquez (IULV-CA) - Gobierno municipal: IULV-CA             |
|           | Lora del Río 19.328 hab. 17 concejales                                     | - Alcalde: Francisco Javier Reinoso (PSOE) - Gobierno municipal: PSOE               |                    | PP      | 3.052   | 32,10 | 7          | 2   | - Alcalde: Antonio Enamorado (PP) - Gobierno municipal: PP                          |
|           | Lora del Río 19.328 hab. 17 concejales                                     | - Alcalde: Francisco Javier Reinoso (PSOE) - Gobierno municipal: PSOE               | PSOE               | 2.136   | 22,47   | 4     | 2          |     | - Alcalde: Antonio Enamorado (PP) - Gobierno municipal: PP                          |
|           | Lora del Río 19.328 hab. 17 concejales                                     | - Alcalde: Francisco Javier Reinoso (PSOE) - Gobierno municipal: PSOE               | IULV-CA            | 2.037   | 21,42   | 4     | 1          |     | - Alcalde: Antonio Enamorado (PP) - Gobierno municipal: PP                          |
|           | Lora del Río 19.328 hab. 17 concejales                                     | - Alcalde: Francisco Javier Reinoso (PSOE) - Gobierno municipal: PSOE               | C's                | 707     | 7,44    | 1     | 1          |     | - Alcalde: Antonio Enamorado (PP) - Gobierno municipal: PP                          |
|           | Lora del Río 19.328 hab. 17 concejales                                     | - Alcalde: Francisco Javier Reinoso (PSOE) - Gobierno municipal: PSOE               | CcLg               | 553     | 5,82    | 1     | 1          |     | - Alcalde: Antonio Enamorado (PP) - Gobierno municipal: PP                          |

Notas
a Sí Se Puede Dos Hermanas.

b Sí Se Puede Mairena del Aljarafe.

c Sí Se Puede La Rinconada.

d Asamblea Moronera Alternativa.

e Sí Se Puede Tomares.

f Partido Socialista Independiente de Arahal.

g Compromiso con Lora